# Nerva
Nerva, Marcus Cocceius Nerva, blev kejsare som Imperator Nerva Caesar Augustus, född 8 november 30 i Narni, död 27 januari 98 i Sallustius trädgårdar i Rom av slaganfall, var romersk kejsare från 18 september 96 till sin död. Nerva hade inga biologiska barn och inga kända fruar.

## Vägen till makten
Marcus Cocceius Nerva var son till en förmögen romersk advokat. Hans ätt hade en tradition av att hålla höga ämbeten och han var avlägsen släkting till Tiberius. Nerva levde som var brukligt i hans släkt och blev ämbetsman. Han uppvisade en förmåga att trots turbulensen i det romerska samhället alltid erhålla höga poster. Han hjälpte Nero att slå ner Pisos kuppförsök år 65; han var medkonsul med Vespasianus år 71 och medkonsul med Domitianus år 90. När mordet på Domitianus blev känt handlade senaten kvickt och gjorde honom till kejsare.

## Nerva som kejsare
Nerva var populär i det civila samhället. Han gav land till fattiga romare och lovade att (till skillnad från Domitianus) aldrig avrätta senatorer. Han startade olika byggprojekt, bland annat en upprustning av vägar och akvedukter. Han lät i Rom slutföra bygget av ett av stadens kejserliga fora som tillägnades honom som Nervas forum. Senaten gav honom tidigt hederstiteln Pater Patriae (fäderneslandets fader), en titel andra kejsare kunde få vänta i år för att få.
Bland militärer var han mindre populär. År 97 gjorde praetoriangardet myteri, fängslade Nerva i palatset och krävde att få praetorianprefekten Titus Petronius Secundus och kammartjänaren Parthenius, vilka hade mördat Domitianus. Trots att Nerva vägrade att lämna ut dem tog praetorianerna dem och dödade dem. Händelsen fick politiska konsekvenser då den skadade Nervas kejserliga auktoritet allvarligt. För att lösa den situation som uppstått adopterade han en son som hade både folkets och militärens stöd: Marcus Ulpius Trajanus. Det är möjligt att adoptionen var en dold statskupp.
Den 28 januari 98 fick Nerva efter ett vredesutbrott kraftiga svettningar som sedan ledde till hög feber och döden. Han blev gudaförklarad av senaten och begravdes tillsammans med de julisk-claudiska kejsarna i Augustus mausoleum.